# 6e corps d'armée (France)
Pour le corps de la Grande Armée, voir 6e corps de la Grande Armée. Pour le corps de 1870-1871, voir 6e corps d'armée (France, 1870-1871).
Pour les articles homonymes, voir 6e corps d'armée.
Le 6e corps d'armée français est une unité de l'armée française qui a combattu lors de la Première et de la Seconde Guerre mondiale.

## Création et différentes dénominations
- 1873 : création du 6e corps d'armée
- 20 juin 1916 : Renommé groupement E
- 1er août 1916 : Renommé 6e corps d'armée

## Les chefs du6ecorpsd'armée
- 28 septembre 1873 (effectif le 21 octobre 1873) : Général Douay.
- 11 février 1879 - 17 juin 1880 : Général Clinchant.
- 17 août 1880 : Général Saussier.
- 4 juillet 1881 : Général de Courcy.
- 19 février 1882 - 5 janvier 1883 : Général Chanzy.
- 27 février 1883 : Général Février
- 21 octobre 1888 : Général de Miribel.
- 6 mai 1890 : Général Jamont.
- 9 février 1895 : Général Hervé.
- 8 février 1898 : Général Kessler.
- 27 juillet 1900 : Général Hagron.
- 13 janvier 1903 - 11 juin 1906 : Général Dalstein.
- 24 juin 1906 : Général Trémeau.
- 13 octobre 1907 : Général Durand.
- 23 février 1910 - 27 mai 1911 : Général Goiran.
- 30 mai 1911 : Général Perruchon.
- 6 juin 1912 : Général d'Amade.
- 24 avril 1914 : Général Sarrail.
- 30 août 1914 : Général Verraux.
- 15 novembre 1914 : Général Herr.
- 24 juillet 1915 : Général Paulinier.
- 17 décembre 1916 : Général de Mitry.
- 17 avril 1918 : Général Duport.
- 26 novembre 1921 - 5 mai 1929 : Général de Lardemelle.
- 2 septembre 1939 - 20 juin 1940 : Général Loizeau[1].

## De 1873 à 1914
- Garnison : Chalons-sur-Marne

Comprend les départements des Ardennes, de la Marne et de Meurthe-et-Moselle.
- Composition :
  - 12e division d'infanterie, (Reims)
  - 40e division d'infanterie, (Saint-Mihiel)
  - 42e division d'infanterie, (Verdun)
  - 6e Brigade de Cavalerie,
  - 6e Brigade d'Artillerie

- Places fortes :
  - Reims
  - Verdun
  - Chalons-sur-Marne

## Première Guerre mondiale

### Composition

#### À la mobilisation de 1914
Il est subordonné, au début de la Première Guerre mondiale à la IIIe armée.
12e division d'infanterie
- 23e brigade :

54e régiment d'infanterie
67e régiment d'infanterie
- 24e brigade :

106e régiment d'infanterie
132e régiment d'infanterie
- Cavalerie : Pas de cavalerie
- Artillerie : 25e régiment d'artillerie de campagne (3 groupes)
- Génie : 9e régiment du génie (compagnie 6/1)

40e division d'infanterie
- 79e brigade :

154e régiment d'infanterie
155e régiment d'infanterie
26e bataillon de chasseurs à pied
- 80e brigade :

150e régiment d'infanterie
161e régiment d'infanterie
25e bataillon de chasseurs à pied
29e bataillon de chasseurs à pied
- Cavalerie : Pas de cavalerie
- Artillerie : 40e régiment d'artillerie de campagne (3 groupes)
- Génie : 9e régiment du génie (compagnie 6/2)

EOCA
- Régiments d'infanterie (rattachés au 6e CA) :
  - 107e brigade :

301e régiment d'infanterie
302e régiment d'infanterie
304e régiment d'infanterie
- Cavalerie (rattachée au 6e CA) : 12e régiment de chasseurs à cheval (4 escadrons)
- Artillerie (rattachée au 6e CA) : 46e régiment d'artillerie de campagne (4 groupes)
- Génie (rattaché au 6e CA) : 9e régiment du génie (compagnies 6/4, 6/5, 6/16, 6/21)
- Autres (rattaché au 6e CA) :

6e escadron du train des équipages militaires
6e section de secrétaires d'état-major et du recrutement
6e section d'infirmiers militaires
secteur du VIe CA, 40e, 12e, 67e et 127e DI (d'août 1914 au 5 août 1915) 
Amb. 11/6 : Dieue, Souilly, Rupt en Woëvre, Mouilly, le carrefour des Trois Jurés, la Calonne, Benoîte-Vaux, Thillombois, Château des Monthairons.
Amb. 12/6 : Dieue, Souilly, Ambly, Rattentout, Issoncourt.
Amb. 13/6 : Dieue, Rupt en Woëvre, Souilly, Senoncourt, Issoncourt, La Calonne.
Amb. 18/6 : Récourt, Dieue, Souilly, Senoncourt, La Calonne, Issoncourt, Thillombois.
6e section de commis et ouvriers militaires d'administration

#### Changements au cours de la guerre
- Reconstitution : Le 24 mars 1915, le Bataillon de Marche du 171e régiment d'infanterie vient compléter les effectifs du 132e régiment d'infanterie.
- Le 1er mai 1915, un ordre venant du 6e CA ordonne de recompléter au plus vite les effectifs des 54e, 67e et 106e RI qui ont été éprouvés aux Eparges. Pour ce faire, des hommes vont être prélevés sur les BM des 16e, 71e et 99e RI

BM 16e régiment d'infanterie Montbrison pour le 54e régiment d'infanterie Compiègne
BM 71e régiment d'infanterie Saint-Brieuc pour le 106e régiment d'infanterie Châlons-sur-Marne
BM 99e régiment d'infanterie Vienne et Lyon)pour le 67e régiment d'infanterie. Soissons

### Historique

#### 1914
- 1er - 14 août : transport par VF dans la région de Vigneulles-lès-Hattonchâtel ; couverture en Woëvre méridionale dans la région de Pont-à-Mousson, Gondrecourt.
- 14 - 21 août : concentration dans la région Fresnes-en-Woëvre, Étain.
- 21 - 25 août : offensive vers le nord, jusque dans la région Doncourt-lès-Longuyon, Fillières. À partir du 22 août, engagé dans la bataille des Ardennes.

22 - 23 août : combat sur la Crusnes, vers Doncourt-lès-Longuyon, Pierrepont, Bazailles et Fillières.
24 août : combats sur l'Othain, vers Nouillonpont et vers Arrancy.
- 25 août - 2 septembre : repli à l'ouest de la Meuse, par la région Azannes, Romagne-sous-les-Côtes. À partir du 27 août, défense des passages de la Meuse entre Brieulles-sur-Meuse et Cumières.
- 2 - 6 septembre : repli par la région Ivoiry, Cuisy vers celle de Rembercourt-aux-Pots et d'Érize-la-Petite.
- 6 - 20 septembre : engagé dans la première bataille de la Marne. Du 6 au 14 septembre bataille de Revigny. Combats dans la région Chaumont-sur-Aire, Sommaisne, Pretz-en-Argonne, Rembercourt-aux-Pots, Deuxnouds-devant-Beauzée. À partir du 14 septembre, poursuite dans la région de Nixéville, Belleray, jusque dans la région nord de Verdun, vers Gremilly, le bois d'Haumont et Brabant-sur-Meuse. Puis stabilisation dans cette région.
- 20 septembre 1914 - 5 avril 1915 : retrait du front et mouvement, par la région d'Eix, vers celle de Mouilly et de Troyon-sur-Meuse. Engagé aussitôt, violents combats vers Les Éparges, Saint-Remy, Dompierre-aux-Bois, Seuzey et Lamorville. Puis stabilisation du front et occupation d'un secteur vers les Éparges, Seuzey et Maizey (guerre de mines).

14 décembre : front étendu à droite vers Kœur-la-Grande.
26 décembre : attaque française vers la tranchée de Calonne.
17 - 21 février 1915 : violents combats aux Éparges.
18, 19 et 27 mars : nouveaux combats aux Éparges.

#### 1915
- 5 avril - 5 août : engagé sur place dans la première bataille de Woëvre. Combats aux Éparges et au bois de Lamorville ; le 9 avril enlèvement de la crête des Éparges. Puis occupation du terrain conquis (guerre de mines).

24 - 29 avril : violentes attaques allemandes vers la tranchée de Calonne et contre-attaques françaises.
20 - 26 juin : attaques françaises vers la tranchée de Calonne.
- 5 - 31 août : retrait du front et repos dans la région de Vavincourt.
- 31 août - 20 septembre : mouvement par étapes vers la région de Cheppes ; repos et instructions.
- 20 septembre 1915 - 3 juin 1916 : mouvement vers le camp de la Noblette. Du 25 septembre au 6 octobre, engagé dans la seconde bataille de Champagne. Combat vers la butte de Souain et la ferme Navarin. À partir du 30 septembre, occupation du front nouvellement conquis entre la butte de Souain et la ferme Navarin.

14 octobre : légère extension à gauche, jusqu'à l'ouest de la route reliant Souain à Somme-Py.
25 novembre : extension du secteur à gauche jusqu'à la route reliant Saint-Hilaire-le-Grand à Saint-Souplet.
6 décembre : attaque locale allemande et contre-attaque française.
30 décembre : nouvelle extension du secteur à gauche jusqu'à Auberive-sur-Suippe.
12, 27 février : attaques allemandes dans la région de la ferme Navarin.
25 février, 17 mars : attaques françaises.
12 mai : attaque allemande par gaz.

#### 1916
- 3 - 15 juin : retrait du front et repos à Mairy-sur-Marne. À partir du 10 juin, transport par VF et par camions dans la région de Vaubecourt.
- 15 juin - 1er août : engagé dans la bataille de Verdun, entre la région sud de Damloup et la route Fleury-devant-Douaumont, Douaumont. Attaques allemandes et contre-attaques françaises, du 21 au 27 juin dans le bois de Vaux Chapitre, vers Fleury-devant-Douaumont et aux abords du fort de Vaux.

3 - 4 juillet : combats vers la batterie de Damloup.
11 - 12 juillet : combats dans les bois Fumin et de Vaux Chapitre et vers le fort de Souville.
11 juillet : réduction du secteur à gauche jusqu'à la route reliant Verdun à Vaux-devant-Damloup.
22 juillet : combat dans la région de Damloup.
- 1er août - 18 septembre : retrait du front dans la région de Ligny-en-Barrois et à partir du 6 août transport par VF dans la région de Dormans ; repos et instruction au camp de Ville-en-Tardenois. À partir du 5 septembre, transport par VF dans la région de Crèvecœur-le-Grand ; instruction.
- 18 septembre - 23 décembre : mouvement vers le front, engagé dans la bataille de la Somme, dans la région ferme de Bois l'Abbé, sud de Bouchavesnes.

20 et 22 septembre : attaques allemandes sur la ferme de Bois l'Abbé.
25, 26, 27 septembre, 7, 8 et 13 octobre : attaques françaises.
3 octobre : extension du front à droite, jusqu'à la Somme, vers Cléry-sur-Somme. Puis organisation du front.
14 novembre : extension du front à gauche, jusqu'au nord-est de Rancourt.
12 décembre : réduction à gauche jusqu'au nord de Bouchavesnes (relève par l'armée britannique).
- 23 décembre 1916 - 17 janvier 1917 : retrait du front dans la région de Noyers-Saint-Martin. À partir du 27 décembre, transport par VF dans la région de Ville-en-Tardenois. Instruction aux camps de Ville-en-Tardenois et de Dravegny et dans la zone Lizy-sur-Ourcq, Charly.

#### 1917
- 17 janvier - 4 juin : mouvement vers le front et à partir du 19 janvier occupation d'un secteur vers Troyon et Chavonne.

25 janvier : réduction du secteur à droite jusqu'à Moussy-sur-Aisne.
30 janvier : extension à droite jusque vers Chivy. En mars préparatifs d'attaques sur le fort de la Malmaison.
23 mars : extension du front à gauche jusqu'au confluent de la Vesle ; le 26 mars réduction à droite jusque vers Moussy-sur-Aisne. À partir du 16 avril, engagé dans la bataille du Chemin des Dames, attaque des positions allemandes dans la région de Soupir, progression vers le Chemin des Dames, prise d'Ostel.
5 - 6 mai : conquête du rebords nord du Chemin des Dames, vers l'Épine de Chevregny. Organisation et occupation des positions conquises.
16 mai : réduction du front à droite jusqu'à l'Épine de Chevregny et le 18 mai extension à gauche jusqu'à la ferme de Mennejean.
25 mai : réduction à gauche jusque vers le Panthéon.
- 4 - 29 juin : retrait du front, mouvement vers Nangis ; repos. Puis transport par VF de la région de Provins vers Corcieux et Bruyères ; repos.
- 29 juin 1917 - 20 janvier 1918 : occupation d'un secteur vers Leimbach, col de la Chapelotte.

15 décembre : limite droite du secteur ramené vers le ballon de Guebwiller.

#### 1918
- 20 janvier - 23 mars : retrait du front, puis mouvement des éléments du CA vers les régions de Remiremont, de Vesoul, du Thillot ; repos et instruction.
- 23 mars - 5 mai : transport par VF dans la région de Maignelay et à partir du 26 mars engagé, vers Erches et Dancourt dans la bataille de l'Avre (2e bataille de Picardie).

27 mars et jours suivants : combat en retraite ; occupation des plateaux à l'ouest de Montdidier et du ruisseau des Trois Doms. Puis organisation et défense de la position Grivesnes, Ayencourt. Combats journaliers.
- 5 - 12 mai : retrait du front et mouvement vers Pont-Sainte-Maxence, puis transport par VF à destination de Charmes et de Bayon, repos dans la région de Lunéville.
- 12 mai - 20 octobre : occupation d'un secteur col de la Chapelotte, Bezange-la-Grande, très fréquentes actions locales de part et d'autre.
- 20 octobre - 11 novembre : retrait du front, puis mouvement vers Bayon ; instruction. le 25 octobre, mouvement vers Lunéville ; préparations à l'offensive et travaux. Le 11 novembre, occupation d'un secteur entre la Chapelotte et Bezange-la-Grande.

### Rattachement
- 1re armée

8 janvier - 3 septembre 1915
23 - 27 décembre 1916
4 - 8 juin 1917
26 janvier - 6 mai 1918
- 2e armée

10 juin - 6 août 1916
- 3e armée

2 août 1914 - 8 janvier 1915
23 - 26 janvier 1918
- 4e armée

3 septembre 1915 - 10 juin 1916
- 5e armée

6 août - 5 septembre 1916
27 décembre 1916 - 15 janvier 1917
- 6e armée

5 septembre - 12 décembre 1916
15 janvier - 4 juin 1917
- 7e armée

8 juin 1917 - 23 janvier 1918
- 8e armée

6 mai - 11 novembre 1918
- 10e armée

12 - 23 décembre 1916

## Seconde Guerre mondiale

### Composition
Grandes unités 
- 42e division d'infanterie
- 26e division d'infanterie
- Secteur fortifié de Boulay

Cavalerie 
- 8e groupe de reconnaissance de corps d'armée

Artillerie 
- 103e régiment d'artillerie lourde hippomobile

Génie 
- 606e régiment de pionniers

## Sources et bibliographie
- Service historique de l'état-major des armées, Les Armées françaises dans la Grande guerre, Paris, Impr. nationale, 1922-1934, onze tomes subdivisés en 30 volumes (BNF 41052951) :
  - AFGG, vol. 1, t. 10 : Ordres de bataille des grandes unités : grands quartiers généraux, groupe d'armées, armées, corps d'armée, 1923, 966 p. (lire en ligne).